# Indotrichius ornatus
Indotrichius ornatus är en skalbaggsart som beskrevs av Jordan 1895. Indotrichius ornatus ingår i släktet Indotrichius och familjen Cetoniidae. Inga underarter finns listade i Catalogue of Life.